# 黛比·弗勒德
黛比·弗勒德（英語：Debbie Flood，1980年2月27日—），英国前女子赛艇运动员。她曾代表英国参加2004年、2008年和2012年夏季奥林匹克运动会赛艇比赛，获得二枚银牌。